# Andrachne virgatenuis
Andrachne virgatenuis là một loài thực vật có hoa trong họ Diệp hạ châu. Loài này được Nevski mô tả khoa học đầu tiên năm 1937.